# Atanazy (metropolita Moskwy)
Atanazy, imię świeckie Andriej (zm. 1575) – metropolita moskiewski i całej Rusi od marca 1564 do maja 1566 r.

## Życiorys
Pochodził z Perejasławia Zaleskiego. Był duchowym uczniem świętego mnicha Daniela Perejasławskiego. Przed 1550 ożenił się i został wyświęcony na kapłana, zaś w wymienionym roku mianowano go protopopem soboru Zwiastowania na Kremlu moskiewskim i spowiednikiem cara Iwana IV Groźnego.
Brał udział w marszu Iwana Groźnego na Kazań, odprawiając w jego trakcie nabożeństwa w intencji sukcesów wojsk rosyjskich (1552). Według tradycji w drodze został uzdrowiony przed relikwiami św. Aleksandra Newskiego. Po zdobyciu Kazania brał udział w ceremonii położenia kamienia węgielnego pod pierwszą cerkiew w mieście. W 1554 razem z metropolitą moskiewskim Makarym udzielił sakramentu chrztu następcy tronu, Iwanowi Iwanowiczowi.

### Metropolita moskiewski
Po śmierci żony, w 1562 wstąpił do Monasteru Czudowskiego i przyjął imię mnisze Atanazy. Dwa lata później, na soborze zwołanym po śmierci metropolity Makarego, został 24 lutego wybrany na jego następcę, zaś 5 marca intronizowany. Brał udział w chirotonii biskupiej biskupa kazańskiego Germana. 
W okresie sprawowania urzędu przez Atanazego metropolita moskiewski przestał brać udział w oficjalnych naradach państwowych z carem. Gdy Iwan Groźny rozpoczął prześladowania bojarów i opuścił Moskwę w 1564, Atanazy bezskutecznie wstawiał się za skazanymi na śmierć członkami potężnych rodów. Wzywał cara, by powstrzymywał się od przelewu krwi. Ostatecznie w 1566, być może wskutek niezgody na politykę opriczniny, Atanazy odszedł z urzędu i zamieszkał w Monasterze Czudowskim.
Zmarł w 1575 i został pochowany w klasztorze, w którym spędził ostatnie lata życia.

### Działalność ikonograficzna i pisarska
Zajmował się odnawianiem starych ikon i pisaniem nowych. W 1555 razem z metropolitą Makarym odnawiał cudotwórczy obraz św. Mikołaja przywieziony do Moskwy z Wiatki (Chłynowa). Był także autorem Księgi stopni, gdzie w latach 1560/1561–1563 spisywał historię ziem ruskich. Z 1566 pochodzi wzmianka o odnawianiu przez niego Włodzimierskiej Ikony Matki Bożej.